# سار پرینسیپ
سار پرینسیپ، سار درخشان پرینسیپ یا سار خوش‌رنگ (نام علمی: Lamprotornis ornatus) نام یک گونه از سرده سارهای درخشان است.